# マンサン
マンサン（Mansun）は、イギリスのチェスター出身のロックバンド。1995年結成。ブリットポップ末期の1997年にアルバムデビュー。英国の伝統的なグラムロック、プログレッシブ・ロック、ニュー・ウェイヴ等に影響を受けた耽美的なギターロックを展開した。3枚のアルバムを発表し、2003年5月2日に解散。2018年に『アタック・オブ・ザ・グレイ・ランターン』、2019年3月22日『SIX』のリマスター盤が発売。2020年12月11日にはバンドの25周年を記念する25枚組みのDeluxe Box Set『Closed for Business（クローズド･フォー･ビジネス）』をリリース。

## 来歴

### デビュー前
1995年、印刷会社の同僚だったポール・ドレイパーとストーヴ・キングが出会い、お互いデヴィッド・ボウイやABC、デュラン・デュランといったグラムロックやニューロマンティックが好きだった事から意気投合。仕事のない週末にリヴァプールのギグを観に行ったり楽器を演奏し、バンド結成を目指す。また仕事帰りに通っていたパブでバーテンダーを勤めていたドミニク・チャドと親しくなりバンド結成に至る。チャドは以前通っていた大学でもバンドでギターを演奏していた。当初バンドはグレイ・ランターンという名前で活動していたが、ほどなくチャールズ・マンソンにちなんでマンソンと改名した。
1995年8月、自身の立ち上げたレーベルSci-Fi Hi-Fi Recordingsより初のシングル「テイク・イット・イージー・チキン」を1000枚限定でリリースし完売する。後にメンバー自身がこの時はまだバンドとして十分一緒に演奏出来ていなかったと述懐しているが、この曲とバンドはBBCラジオ1のDJだったスティーヴ・ラマックとジョン・ピールの注目を集める。シングル「スキン・アップ・ピンナップ」リリース後の1995年11月、イギリスでパーロフォン、アメリカでEpic Sonyとレコード契約を結ぶ（日本では東芝EMI）。バンドはまたこの頃、バンド名をマンソンからマンサンへと変更している（理由は後述）。バンドは3人の他にドラマーのカールトン・ヒバートとプログラマーのマーク・スウィナトンというメンバーがいたが、1996年1月にマークが脱退。また、バンドはキャストやシェッド・セヴンのサポートギグを行っていたが、カールトンがライブの最中に酔ってメンバーとトラブルになりバンドを去る。キンキー・マシーンというバンドのドラマーだったジュリアン・フェントンがサポートドラマーとして臨時で加入（「テイク・イット・イージー・チキン」と「ストリッパー・ヴィカー」のプロモーションビデオにも出演している）するが、1996年8月にチェスター界隈で有名なドラマーだったアンディ・ラスボーンがバンドに参加し、10月に正式加入。これで解散までのバンドのラインナップが揃った。

### デビュー・アルバム『アタック・オブ・ザ・グレイ・ランターン』
1995年から1997年まで多くのEPを発表しながら、1997年2月に1stアルバム『アタック・オブ・ザ・グレイ・ランターン』を発表。プロデュースはポール自ら担当した。それまでのパンキッシュなEPの楽曲とは打って変わり、グラムロックやニュー・ウェイヴ、プログレ、グランジなど様々な要素を取り入れた耽美的でグラマラスなギターロックは注目を集め、音楽雑誌からも「オアシス以来のベスト・デビュー・アルバム」と絶賛され、ブリットポップ・ムーヴメントの終焉を鮮烈なデビューで飾る。初登場全英1位を獲得。アンディが加入する頃にはアルバムのレコーディングの大半は終わっていたが、バンドはスタジオに戻り数曲のドラムトラックの録り直しを行っている。ポールによるとアルバムは『ザ・グーン・ショウ』や『モンティ・パイソン』といったコメディ番組から影響を受けたコンセプチュアルな筋書きを含んでいると説明している。

### セカンド・アルバム『SIX』
1997年10月にEP『クローズド・フォー・ビジネス』をリリースした後、バンドは2ndアルバムのスタジオセッションを始める前に曲が不足していることに気付き、前の米国ツアーの音合わせの際にたくさんの音楽的アイデアが議論された。スランプに陥ったポールはマルキ・ド・サドの『ソドム百二十日あるいは淫蕩学校』やA・A・ミルンの『クマのプーさん』、L・ロン・ハバードの『ダイアネティックス』といった本の要点を調べ、それらの本をベースにした歌詞をまとめた。1998年9月、2ndアルバム『SIX』を発表。タイトル通り全英6位に入った。前作に引き続き、ポール自らがプロデュースを担当した本作は、ポールも当時「僕らのアルバムとマニックスのアルバムが出れば、すべては変わるはずだよ」と自信たっぷりに話していた。しかし7、8分をゆうに超える大作曲を多く含む、前作以上にプログレ色の濃い複雑怪奇で実験的な作風にプレスは賛否両論を巻き起こした。アルバムはバンド最高位を記録したシングル「レガシー」（全英7位）と「ビーイング・ア・ガール」が収録されており、他にも「ネガティヴ」やアーサー・ベイカープロデュースのアルバムとは別バージョンの「SIX」がシングルカットされた。

### サード・アルバム『リトル・キックス』
『SIX』発表後の長期のツアーに疲れたバンドは一旦活動を休止し、ポールとチャドがスペイン南部の世界的な観光地として知られるアンダルシアのコテージを借りて、アコースティック・ギターで二人きりで曲作りがされた。またレーベルの進言により、プロデュースは初めて外部の人間が担当することになり、XTCやポリス、フィル・コリンズなどを担当したヒュー・パジャムが起用され、レコーディングはピンク・フロイドのギタリストであるデヴィッド・ギルモアが所有するアストリア・スタジオにて行われた。そして2000年8月に発表された3rdアルバム『リトル・キックス』は、複雑で陰鬱な前作に対する反動もあって、楽曲の多くが前作から一転してストレートでメロウなラヴ・ソングで占められるというドラスティックな変化が見られた。これについて、ポールは当時「『SIX』の商業的批評的な落胆から、新しいアルバムの方向性に関してプレッシャーを感じなくなっていた」と話す一方で、「シンプルだから率直さを感じさせるし－正直すぎるくらいだよね？ 実際、みんなが気に入ってくれるかどうか、ちょっと不安だったよ」とも話していた。皮肉にもその発言通りアルバムは全英12位と落ち込み、プレスからも芳しい評価を得られなかった。チャドが「キーボードが多用されているせいで僕らの音楽のように聴こえなかった」と話すなど、メンバーも『リトル・キックス』に関して否定的な意見を述べている。ちなみに、このアルバム発表後にサマーソニックの第1回に参加している。

### サード・アルバム後と解散
2001年1月、「フール」が『リトル・キックス』からシングルカットされるのに先立ち、ポールはNMEに3月か4月にスタジオ入りして出来るだけ早く新曲を出したいと告げ、4月に公式サイトにて新たに8曲のレコーディングとミキシングが終わり、5月もレコーディングを継続する旨を伝えた。バンドはEPとフルアルバムのどちらをリリースするかを決めかねていたが、8月にチャドが公式サイトでEPではなく4枚目のフルアルバムのレコーディングが途中まで終わり、『リトル・キックス』よりもハードな内容になり、12月にシングルをリリースする予定であると報告した。しかし10月にストーヴがバンドの口座から金を盗んでクビになったり、ポールの指に腫瘍が見つかったり、チャドが腕にけがを負い4-5ヶ月ギターが弾けなくなるなどバンドを取り巻く環境は悪化の一途を辿った。しかしこの時既に15曲の新曲が出来ていた。
2002年の4月と5月にバンドはThe Masonsという名前でシークレットギグを行った。ライブごとに10曲の短い曲を演奏し、半分は昔のシングル曲、もう半分は4枚目のアルバムに収録される曲という具合だった。とあるウェブサイトではこれがバンドの最後のツアーになるだろうと言われていたが、当初この意見は否定されていた。
10月、チャドがバンドの作曲に時間を割きたいという意向により、予定されていたスタジオでのセッションが中止された事を明らかにした。長引くアルバムリリースの延期を受け、新年の初めまでにニューアルバムを作り上げなければバンドは終わりだという最後通牒を突き付けられているという噂が流れるようになった。その後結局4枚目のアルバムは日の目を見ずに、2003年5月2日、バンドの解散が公式に言い渡された。

### 解散後と『クレプタメイニア』
しかし2004年、数千に及ぶ世界中のファンの4thアルバム発売嘆願署名を受け、ポール単独の編集作業により4thアルバムの音源や一部のBサイド曲、およびデモ曲や未発表音源を含む3枚組のコンピレーション・アルバム『クレプタメイニア』を発売。また2006年には、ベストアルバム『レガシー：ザ・ベスト・オブ・マンサン』を発売。日本盤は2年も遅れて2008年に発売された。日本盤のみの特典としてボーナストラック2曲の他に、これまで発売された全てのシングル曲のPVやライヴ映像やドキュメンタリーを収録したDVDとポール本人の曲解説、オリジナル年表、アルバム解説などが書かれた保存版マンサン・データ・ブックが付いた。2010年には1stアルバム『アタック・オブ・ザ・グレイ・ランターン』の3枚組コレクターズ・エディションが発売された。
解散後、ポールはチャドと共にソロ・アルバムを制作しているという話題も出たものの、今はチャドとは袂を分かっているという。
フロントマンのポールは、2016年にソロ活動を開始した。2019年3月には19年ぶりにソロアーティストとして来日し、ソロ曲とマンサンの楽曲を含むアコースティックライブを開催することを発表している。
チャドは短編映画「The Man on the Moor」（2013年）の音楽を担当、子供向けのTVプログラム「Wussywat The Clumsy Cat」（2015年）では制作にかかわった。アンディは様々なミュージシャンとのセッションを行っている。しかしながらチャド、ストーヴ、アンディはそれぞれ一般の仕事を生業としており、プロミュージシャンとしての音楽活動への復帰の意向は無いものとみられている。

### Kscopeによるリイシュー・キャンペーン[10]
2017年11月Kscopeがマンサン関係の楽曲・映像など全カタログを取得したことを発表。2017年12月のOne epの再発売を皮切りに、数年かけて大規模なマンサン・リイシューキャンペーンを実施するとしている。Kscopeはポールがソロ活動を開始するにあたり契約したレコード会社。
- 2017年12月17日発売 『One ep(エッグ・シェイプド・フレッド)』12インチ
- 2018年 4月21日発売 『Wide Open Space（ワイド・オープン・スペース）』12インチ *レコード・ストア・デイ限定
- 2018年 6月 8日発売 『Attack of the Grey Lantern（アタック・オブ・ザ・グレイ・ランターン）』リマスター
- 2019年 3月22日発売 『SIX（シックス）』リマスター
- 2019年 4月13日発売 『Legacy（レガシー）』12インチ *レコード・ストア・デイ限定
- 2020年 8月29日発売 『The Dead Flowers Reject（ザ・デッド・フラワーズ・リジェクト）』 *レコード・ストア・デイ限定
- 2020年12月11日発売 デラックスボックスセット『Closed for Business（クローズド・フォー・ビジネス）』
- 2021年 4月17日発売 『Closed for Business（クローズド・フォー・ビジネス）』12インチ *レコード・ストア・デイ限定
- 2022年 4月21日発売 『Attack of the Grey Lantern（アタック・オブ・ザ・グレイ・ランターン）』Photo Vinyl *レコード・ストア・デイ限定

## 名義変更の諸説
スカウトされた時点では「Grey Lantern」を名乗っていたが、当時のバンド名の流行に合わせて1単語のバンド名に変更をするようスカウトから求められ、新しいバンド名を検討していたポールがたまたま自宅でチャールズ・マンソンのドキュメンタリーを見たことから、Mansonとなった。一度はMansonを名乗っていたものの、既にチャールズ・マンソン本人がMansonの権利を持っていたため使用が出来ず「Mansun」へと変更する事となった。ザ・ヴァーヴのB面曲「A Man Called Sun」にちなんでMansunとした説は、「バンド名の由来は？」と同じことを繰り返し聞かれることに飽きたアンディの軽口が元になっている。

## メンバー
- ポール・ドレイパー（Paul Edward Draper） - ボーカル、ギター
- ドミニク・チャド（Dominic Chad） - ギター、コーラス
- ストーヴ・キング（Stove King） - ベース
- アンディ・ラスボーン（Andie Rathbone） - ドラム

初期のメンバー
- カールトン・ヒバート（Carlton Hibbert） - ドラム（1995年 - 1996年）
- マーク・スウィナトン（Mark Swinnerton） - サンプリング（1995年 - 1996年）
- ジュリアン・フェントン（Julian Fenton） - ドラム（1996年）

## ディスコグラフィ
＊発売日はすべて本国でのもの

### アルバム
- 『アタック・オブ・ザ・グレイ・ランターン』 - Attack of the Grey Lantern (1997年2月17日) ※全英1位
- 『SIX』 - Six (1998年9月7日) ※全英6位、オリコン40位
- 『リトル・キックス』 - Little Kix (2000年8月14日) ※全英12位、オリコン47位
- 『クレプタメイニア』 - Kleptomania (2004年9月27日) ※全英135位、オリコン186位
- 『レガシー：ザ・ベスト・オブ・マンサン』 - Legacy: Best of Mansun (2006年9月18日) ※全英144位

### シングル
（日本盤）東芝EMIより発売
- One EP (1996年)
- Special Mini Album (1996年)
- Taxloss（タックスロス）（Jananese Two EP） (1997年)
- Closed for Business EP（クローズド・フォー・ビジネス EP） (1997年)
- Legacy EP（レガシィ） (1998年)
- Being a Girl（Part 1）（ビーイング・ア・ガール EP） (1998年)
- Negative（ネガティヴ EP） (1999年)
- I Can Only Disappoint U EP（アイ・キャント・オンリー・ディサポイント・ユー EP） (2000年)
- Electric Man EP（エレクトリック・マン EP） (2000年)

（英国盤）
- Take It Easy Chicken (1995年) ※Sci-Fi Hi-Fi Recordingsより1000枚限定発売。バンド表記はManson
- Skin Up Pin Up / Flourella (1995年) ※全英91位。Regal Recordingsより発売。

以下はParlophoneより発売
- Egg Shaped Fred（One EP） (1996年) ※全英37位
- Take It Easy Chicken（Two EP） (1996年) ※全英32位
- Stripper Vicar（Three EP） (1996年) ※全英19位
- Wide Open Space（Four EP） (1996年) ※全英15位
- She Makes My Nose Bleed（Five EP） (1997年) ※全英9位
- Taxlo$$（Six EP） (1997年) ※全英15位
- Closed for Business（Seven EP） (1997年) ※全英10位
- Legacy（Eight EP） (1998年) ※全英7位
- Being a Girl（Part One）（Nine EP） (1998年) ※全英13位
- Negative（Ten EP） (1998年) ※全英27位
- Six（Eleven EP） (1999年) ※全英16位
- I Can Only Disappoint U（Twelve EP） (2000年) ※全英8位
- Electric Man（Thirteen EP） (2000年) ※全英23位
- Fool（Fourteen EP） (2001年) ※全英28位
- Slipping Away (2004年) ※全英55位。ビニール盤とダウンロード限定

## 関連サイト
- マンサン - Myspace